# 아메리카레아

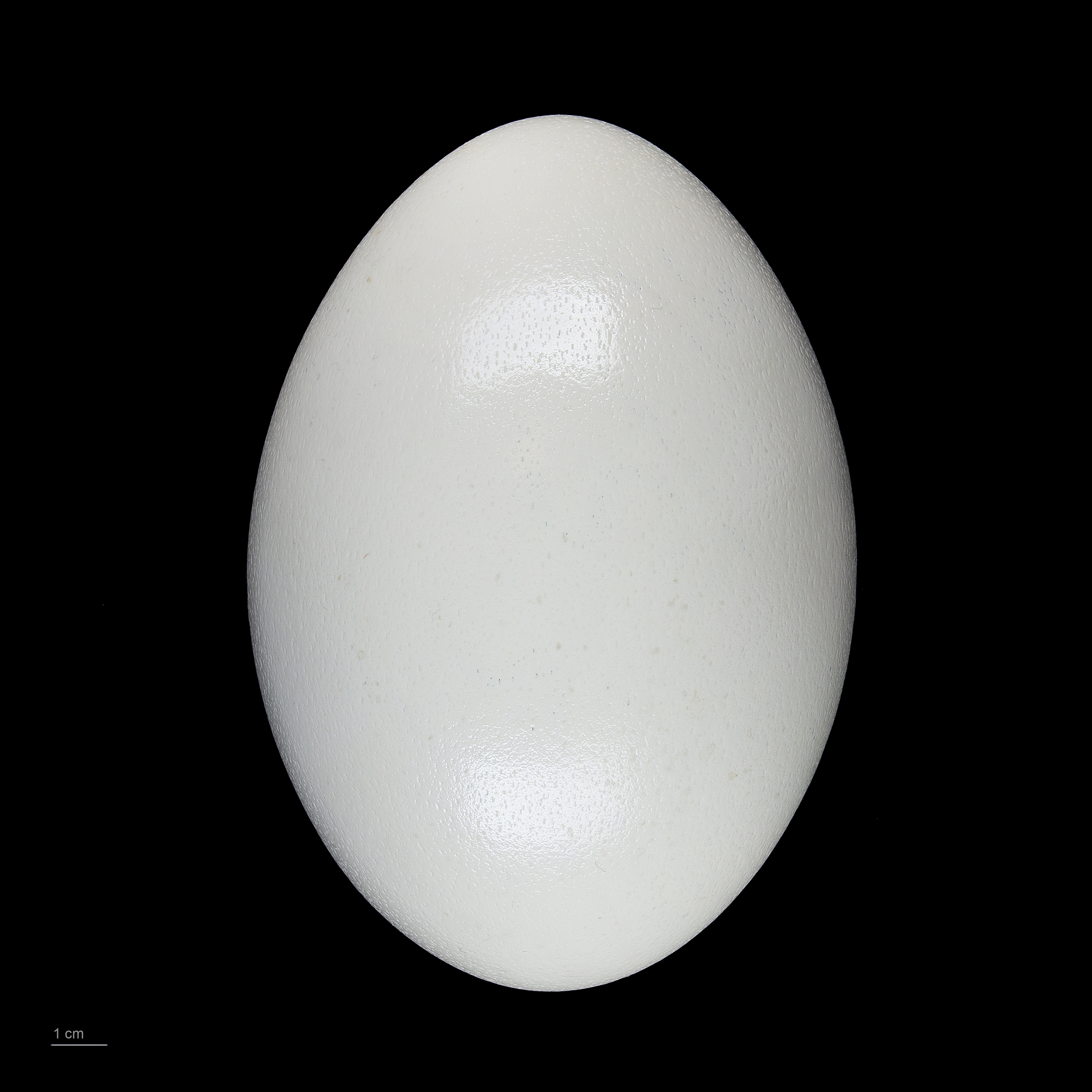
Rhea americana

아메리카레아는 타조목 레아과에 속하며 학명은 Rhea americana이다. 남아메리카의 파타고니아·안데스고원 등지에 분포한다.

## 특징
몸길이는 90-165cm 정도이며 키는 약 1.5m이고 몸무게는 약 25kg이다. 머리와 목에는 깃털이 있으나 꼬리깃과 뒤쪽깃은 없다. 몸은 회갈색이고 아랫목과 가슴은 짙은색이다. 날개는 짧으며 날지 못한다. 목을 앞으로 쭉 빼고 달리며, 한쪽 날개를 들어 급히 방향을 바꾸며 엎드려 적을 피한다. 20-30마리가 모여 무리를 만들고, 목욕하고 헤엄을 칠 수 있는 물가의 관목지대에 살며 덤불사슴과 공생한다. 식물성 먹이 외에 곤충류·작은 척추동물·연체동물 등을 먹으며 땅 위에 약간 오목한 곳을 만들어 한배에 30개 또는 그 이상의 알을 낳는다. 수컷이 알을 품어 부화시키며, 알에서 깨어난 어린 새끼도 돌본다. 성장이 빨라서, 5개월 정도면 어미 크기가 되고, 2년이면 성적으로 성숙된다.

## 국내 보유 현황
한국에선 과거 서울대공원 남미관에서 전시했다. 당시엔 번식이 잘 돼서 흰 개체도 있을 정도였다. 그러나 현재는 다 죽어서 볼 수 없다. 현재로선 외국 동물원에 가야 볼 수 있다.